# 清水美那 (スノーボーダー)
清水美那（しみず みな、1982年8月25日 - ）は、神奈川県出身の日本のスノーボーダー。主に奥只見、八海山、石打丸山などをホームゲレンデに活動を行っている
また、最近では、埼玉県秩父市にあるプロショップ「グローバルセッション」の専属ライダーとして、
同じく、埼玉県所沢市にある西武遊園地「ウォータージャンプS-air」のスタッフ兼ライダーとして活躍している。
＊S-airでは土日に2時間2千円のレッスンを行っており、丁寧な指導方法で非常に人気が高い。
。